# 杉山灌園
杉山 灌園（すぎやま かんえん、1838年9月16日（天保9年7月28日） - 1902年（明治35年）3月20日）は黒田藩士、儒学者。久米二郎、または三郎平と称した。晩年は灌園と号した。本名は三郎平誠胤。杉山茂丸の父、夢野久作の祖父、杉山龍丸の曾祖父である。

## 来歴
久米二郎は、福岡藩士御普請吟味役であった青木甚藏の長男である。1859年（安政6年）4月22日22歳の時に、杉山家の二女重喜の婿養子になり、1861年（文久元年）に家督を相続した。実家にあった頃から藩学校修猷館に勤め、訓導補助として漢籍を教えた。杉山家に入ってからもこれを続けた。
1867年（慶応3年）6月、黒田藩諸藩応接役となる。1868年（明治元年）11月、藩主黒田長溥に藩籍奉還を直言し、謹慎となる。1869年（明治2年）4月21日、謹慎御免となり、芦屋遠賀郡芦屋町に移住する。1878年（明治11年）から1890年（明治23年）まで、夜須郡二村（筑前町）で私塾「敬止義塾」を開く。
水戸学派の頑固一徹の士であり、明治20年ごろまで丁髷を残していた。謡曲を好み、孫の直樹（夢野久作）に謡曲と仕舞を教えて楽しんだという。